# Villefranque, Pyrénées-Atlantiques

Villefranque este o comună în departamentul Pyrénées-Atlantiques din sud-vestul Franței. În 2009 avea o populație de 2.188 de locuitori.

## Evoluția populației
| An        | 1975  | 1982  | 1990  | 1999  | 2006  | 2009  |
| --------- | ----- | ----- | ----- | ----- | ----- | ----- |
| Populație | 1.123 | 1.375 | 1.570 | 1.742 | 2.129 | 2.188 |